# Once upon the Cross
Once upon the Cross treći je studijski album američkog death metal-sastava Deicide. Album je 17. travnja 1995. godine objavila diskografska kuća Roadrunner Records.

## Popis pjesama
Tekstovi: Glen Benton. Glazba: Deicide.
1. "Once upon the Cross" - 3:35
2. "Christ Denied" - 3:39
3. "When Satan Rules His World" - 2:55
4. "Kill the Christian" - 2:58
5. "Trick or Betrayed" - 2:24
6. "They Are the Children of the Underworld" - 3:09
7. "Behind the Light Thou Shall Rise" - 2:57
8. "To Be Dead" - 2:39
9. "Confessional Rape" - 3:53

## Zasluge
- Glen Benton – vokali, bas-gitara
- Eric Hoffman – gitara
- Brian Hoffman – gitara
- Steve Asheim – bubnjevi